# Christopher Wreh
Christopher Wreh (Monrovia, Liberia, 14 de mayo de 1975) es un exfutbolista liberiano, se desempeñaba como delantero.
Fue uno de los primeros jugadores liberianos en causar sensación en Europa, siguiendo la estela del legendario George Weah. Destaca su etapa en el Arsenal FC, donde coincidió con jugadores como Dennis Bergkamp, Marc Overmars, Nicolas Anelka, Ian Wright, Emmanuel Petit o Patrick Vieira.

## Clubes
| Club               | País         | Año         |
| ------------------ | ------------ | ----------- |
| AS Mónaco          | Mónaco       | 1993 - 1996 |
| EA Guingamp        | Francia      | 1996 - 1997 |
| Arsenal FC         | Inglaterra   | 1997 - 1999 |
| AEK Atenas FC      | Grecia       | 1999        |
| Birmingham City    | Inglaterra   | 1999        |
| Arsenal FC         | Inglaterra   | 1999 - 2000 |
| FC Den Bosch       | Países Bajos | 2000        |
| Al-Hilal FC        | Arabia Saudí | 2000 - 2001 |
| AFC Bournemouth    | Inglaterra   | 2001        |
| St. Mirren FC      | Escocia      | 2001 - 2002 |
| Persépolis FC      | Irán         | 2003        |
| Bishop's Stortford | Inglaterra   | 2003 - 2004 |
| Buckingham Town    | Inglaterra   | 2004        |
| Perseman Manokwari | Indonesia    | 2007 - 2010 |

- Datos: Q583258